# Ron Flockhart
Ron Flockhart, britanski dirkač Formule 1, *16. junij 1923, Edinburgh, Škotska, Združeno kraljestvo, † 12. april 1962, Dandenong Ranges, Victoria, Avstralija.
Ron Flockhart je pokojni britanski dirkač Formule 1. Debitiral je v sezoni 1956, ko je nastopil le na domači dirki za Veliko nagrado Velike Britanije, kjer je odstopil, in na Veliki nagradi Italije, kjer je s tretjim mestom dosegel svoj rezultat kariere. V sezonah 1957, 1958 in 1959 je nastopil na nekaj dirkah posamezne sezone, toda ni se mu uspelo uvrstiti med dobitnike točk. To mu je uspelo le še na Veliki nagradi Francije v sezoni 1960, po kateri se je upokoji. V letih 1956 in 1957 je zmagal na dirki 24 ur Le Mansa, leta 1962 pa je umrl v letalski nesreči.

## Popolni rezultati Formule 1
(legenda) (odebeljene dirke pomenijo najboljši štartni položaj, poševne pa najhitrejši krog, †-uvrščen kljub odstopu)
| Leto | Moštvo                   | Šasija      | Motor             | 1       | 2       | 3   | 4       | 5      | 6      | 7     | 8      | 9   | 10      | 11      | Prv | Toč |
| ---- | ------------------------ | ----------- | ----------------- | ------- | ------- | --- | ------- | ------ | ------ | ----- | ------ | --- | ------- | ------- | --- | --- |
| 1956 | Owen Racing Organisation | BRM P25     | BRM Straight-4    | ARG     | MON     | 500 | BEL     | FRA    | VB Ret | NEM   |        |     |         |         | 14. | 4   |
| 1956 | Connaught Engineering    | Connaught B | Alta              |         |         |     |         |        |        |       | ITA 3  |     |         |         | 14. | 4   |
| 1957 | Owen Racing Organisation | BRM P25     | BRM Straight-4    | ARG     | MON Ret | 500 | FRA Ret | VB     | NEM    | PES   | ITA    |     |         |         | -   | 0   |
| 1958 | Owen Racing Organisation | BRM P25     | BRM Straight-4    | ARG     | MON DNQ | NIZ | 500     | BEL    | FRA    | VB    | NEM    | POR | ITA     | MAR Ret | -   | 0   |
| 1959 | Owen Racing Organisation | BRM P25     | BRM Straight-4    | MON Ret | 500     | NIZ | FRA 6   | VB Ret | NEM    | POR 7 | ITA 13 | ZDA |         |         | -   | 0   |
| 1960 | Team Lotus               | Lotus 18    | Climax Straight-4 | ARG     | MON     | 500 | NIZ     | BEL    | FRA 6  | VB    | POR    | ITA |         |         | 25. | 1   |
| 1960 | Cooper Car Company       | Cooper T51  | Climax Straight-4 |         |         |     |         |        |        |       |        |     | ZDA Ret |         | 25. | 1   |